# Ellis Simms
Ellis Reco Simms (Oldham, 5 gennaio 2001) è un calciatore inglese, attaccante del Coventry City.

## Carriera
Simms cresce prima nelle giovanili del Blackburn e poi in quelle del Manchester City. Nel 2017, all'età di sedici anni, viene acquistato dall'Everton, con il quale conclude il percorso nel settore giovanile per poi firmare il suo primo contratto da professionista nel 2019.
Nel gennaio del 2021, prima di poter indossare la maglia royal blue dei Toffees, Simms viene mandato a fare esperienza in prestito al Blackpool, squadra ai tempi militante in League One, la terza serie del calcio inglese. Fa il suo esordio con la maglia dei Tangerines e, di conseguenza, tra i professionisti nella partita di FA Cup del 23 gennaio, persa 2-1 contro il Brighton. Alla sua seconda presenza, nonché prima in campionato, la settimana successiva, segna i suoi primi gol tra i pro, rendendosi protagonista di una doppietta nel successo dei suoi per 5-0 contro il Wigan.
Dopo aver guidato il Blackpool alla promozione in Championship grazie al successo ai play-off di fine stagione, Simms rientra all'Everton dove viene aggregato in pianta stabile alla prima squadra. Nel dicembre, a causa dell'indisponibilità di gran parte dei titolari, l'allora manager dei Toffees, Rafa Benitez, gli concede l'esordio in Premier League, facendolo partire titolare nel pareggio per 1-1 dell'Everton a Stamford Bridge contro il Chelsea.
Il mese successivo, durante il calciomercato invernale, viene mandato nuovamente in prestito, questa volta in Scozia, all'Hearts. Con i Jambos fa il suo esordio il 26 gennaio, lo stesso giorno dell'ufficializzazione del suo trasferimento, subentrando nella sconfitta casalinga per 2-1 contro il Celtic. A fine stagione il suo bottino è di cinque reti in campionato (più due in Coppa di Scozia), segnate in 17 partite di Premiership. Grazie anche al suo contributo, la squadra granata di Edimburgo chiude la stagione al terzo posto e si garantisce così un posto nelle qualificazioni all'Europa League della stagione successiva.
Il 29 luglio 2022 viene mandato per il terzo anno consecutivo in prestito, questa volta al Sunderland, in Championship. Con i Black Cats segna i suoi primi gol - una doppietta - nel successo per 3-2 contro il Bristol City ad Ashton Gate, il 6 agosto. Nei primi giorni del gennaio 2023, dopo complessivi 6 gol in 17 presenze, viene richiamato dall'Everton, per aiutare le Toffees nella lotta contro la retrocessione in Premier League. Chiude la sua parentesi al Sunderland con sei reti segnate in diciassette incontri disputati.
Il 18 marzo 2023 segna per la prima volta in Premier League nel finale dell'incontro con il Chelsea, regalando così il pareggio in extremis alla sua squadra.
Il 7 luglio 2022 viene ceduto a titolo definitivo al Coventry City, con cui sigla un contratto quadriennale.

## Statistiche

### Presenze e reti nei club
Statistiche aggiornate al 28 maggio 2023.
| Stagione        | Squadra         | Campionato      | Campionato | Campionato | Coppe nazionali | Coppe nazionali | Coppe nazionali | Coppe continentali | Coppe continentali | Coppe continentali | Altre coppe | Altre coppe | Altre coppe | Totale | Totale |
| Stagione        | Squadra         | Comp            | Pres       | Reti       | Comp            | Pres            | Reti            | Comp               | Pres               | Reti               | Comp        | Pres        | Reti        | Pres   | Reti   |
| --------------- | --------------- | --------------- | ---------- | ---------- | --------------- | --------------- | --------------- | ------------------ | ------------------ | ------------------ | ----------- | ----------- | ----------- | ------ | ------ |
| gen.-giu. 2021  | Blackpool       | L1              | 21+2       | 8+2        | FACup+CdL       | 1+0             | 0               | -                  | -                  | -                  | FLT         | 0           | 0           | 26     | 12     |
| 2021-2022       | Everton         | PL              | 1          | 0          | FACup+CdL       | 0               | 0               | -                  | -                  | -                  | -           | -           | -           | 1      | 0      |
| gen.-giu. 2022  | Hearts          | SPL             | 17         | 5          | SC+CdL          | 4+0             | 2+0             | -                  | -                  | -                  | -           | -           | -           | 19     | 7      |
| 2022- gen. 2023 | Sunderland      | FLC             | 17         | 6          | FACup+CdL       | 0               | 0               | -                  | -                  | -                  | -           | -           | -           | 17     | 6      |
| gen.-giu. 2023  | Everton         | PL              | 11         | 1          | FACup+CdL       | 0               | 0               | -                  | -                  | -                  | -           | -           | -           | 11     | 1      |
| Totale Everton  | Totale Everton  | Totale Everton  | 12         | 1          |                 | 0               | 0               |                    | -                  | -                  |             | -           | -           | 74     | 24     |
| 2023-2024       | Coventry City   | FLC             | 42         | 13         | FACup+CdL       | 6+1             | 6+0             | -                  | -                  | -                  | -           | -           | -           | 49     | 19     |
| Totale carriera | Totale carriera | Totale carriera | 111        | 35         |                 | 12              | 8               |                    | -                  | -                  |             | 0           | 0           | 123    | 43     |